# بدایا
شهر بدایا (به عربی: بدیة) در الشرقیه در کشور عمان واقع شده‌است. جمعیت این شهر ۱۷٫۹ نفر است.